# Coelioxys schulzi
Coelioxys schulzi är en biart som beskrevs av Holmberg 1909. Coelioxys schulzi ingår i släktet kägelbin, och familjen buksamlarbin. Inga underarter finns listade i Catalogue of Life.